# مايكل فيتزجيرالد (طبيب نفسي)
مايكل فيتزجيرالد (بالإنجليزية: Michael Fitzgerald)‏ (و. 1946  م) هو طبيب نفسي، وأستاذ جامعي، وطبيب نفسي للأطفال أيرلندي.

## التعليم
تعلم في كلية الثالوث في دبلن
.